# Цариградски гласник
„Цариградски гласник“ (на сръбски: Цариградски гласник) е сръбски седмичен вестник, издаван в Цариград от 1895 до 1909 година. Заглавието е и на френски и на османскотурски. Издател на вестника е сръбското дипломатическо представителство чрез Никодим Сп. Савич. Вестникът подкрепя сръбската пропаганда в Македония.
Първият брой на вестника излиза на 14 януари 1895 година - деня на Свети Сава и сръбски национален празник. Вестникът излиза всеки четвъртък, а от 1903 година - всеки петък. От брой 15 (1897) директор на вестника е Коста Групчевич, а от брой 33 (1909) Темко Попович. Отговорен редактор от брой 15 (1897) е Коста Групчевич; от брой 1 (1908) Стоян Капетанович; от брой 33 (1908) Темко Попович; от брой 33 (1909) Д. Стефанович. Редактори са и Сава Аврамович, Светолик Якшич и Иван Иванич. След брой 3 (1907) вестникът прекъсва поради смъртта на Групчевич. В последния брой редакцията уведомява, че вестникът спира по технически причини.